# Cymodusa shiva
Cymodusa shiva là một loài tò vò trong họ Ichneumonidae.